# Kareem McKenzie
Kareem Michael McKenzie (Trenton, 24 maggio 1979) è un giocatore di football americano, di nazionalità statunitense, nel ruolo di offensive tackle che attualmente è free agent. In carriera ha giocato per i New York Jets e i New York Giants della National Football League (NFL). Fu scelto nel corso del terzo giro (79º assoluto) del Draft NFL 2001 dai Jets. Al college ha giocato a football a Penn State.

## Carriera professionistica

### New York Jets
McKenzie fu scelto nel corso del terzo giro (79º assoluto) del Draft 2011 dai New York Jets, imponendosi subito come uno dei migliori bloccatori nella sua prima stagione da professionista. McKenzie giocò nella posizione di tackle destro, aiutando Curtis Martin a disputare tre stagioni consecutive da oltre mille yard corse consecutive, compreso il massimo della NFL con 1.697 yard nel 2004.

### New York Giants
Prima della stagione 2005, McKenzie si unì ai New York Giants in qualità di free agent. Kareem si infortunò al tendine del ginocchio nella settimana 13 contro i Dallas Cowboys. McKenzie ebbe un immediato impatto nella squadra dei Giants come tackle destro nella stagione 2005, consentendo a Tiki Barber di correre il record di franchigia di 1.860 yard.
McKenzie fu parte integrante della stagione vincente dei Giants nel 2007, conquistando il suo primo anello del Super Bowl nel Super Bowl XLII, battendo in finale gli imbattuti New England Patriots.
Il secondo anello della carriera lo vinse nel Super Bowl XLVI malgrado le prestazioni sottotono della linea offensiva dei Giants nella stagione regolare 2011. I Giants conclusero la stagione con un record di 9-7, qualificandosi per un soffio ai playoff grazie alla vittoria decisiva sui Cowboys. Nella off-season, essi eliminarono nell'ordine gli Atlanta Falcons, i favoritissimi e campioni in carica Green Bay Packers e nella finale della NFC i San Francisco 49ers, con la linea offensiva che ben figurò in tutte le partite dei playoff. Il 5 febbraio 2012, Kareem partì come titolare nel Super Bowl, vinto ancora contro i Patriots 21-17.
Alla fine della stagione, McKenzie divenne free agent e i Giants annunciarono che non avrebbero rinnovato il suo contratto.

## Vittorie e premi
- Super Bowl : 2 Vincitore del Super Bowl (XLII, XLVI)

## Statistiche
| Partite totali             | 161 |
| Partite totali da titolare | 153 |